# 斯帕坦堡縣 (南卡羅萊納州)
斯帕坦堡縣（英語：Spartanburg County）是美國南卡羅萊納州西北部的一個縣，北鄰北卡羅萊納州。面積2,122平方公里。根据美國2000年人口普查，共有人口253,791人。縣治斯帕坦堡 （Spartanburg）。
成立於1785年。縣名紀念美國獨立戰爭時期的斯巴達團。